# Lijst van burgemeesters van Melissant
Dit is een lijst van burgemeesters van de voormalige Nederlandse gemeente Melissant tot die gemeente in 1966 samen met Herkingen opging in de gemeente Dirksland.
| Ambtsperiode | Naam burgemeester       | Partij of stroming | Bijzonderheden                                                                               |
| ------------ | ----------------------- | ------------------ | -------------------------------------------------------------------------------------------- |
| 18?? - 1834  | Cornelis van der Valk   |                    |                                                                                              |
| 1835 - 1852  | J.A. van Weel           |                    | tevens burgemeester van Herkingen (18??-1852) en Roxenisse (18??-1852)                       |
| 1852 - 1857  | P. Zaaijer              |                    | tevens burgemeester van Dirksland (1850-1883), Onwaard (1850-1857), en Roxenisse (1852-1857) |
| 1857 - 1877? | Leunis (L.) van Es      |                    | tevens burgemeester van Onwaard (1857) en Roxenisse (1857)                                   |
| 1877 - 1901  | J. Zaaijer Pz.          |                    | tevens burgemeester van Dirksland (1883-1901) en Herkingen (1880-1901)                       |
| 1901 - 1917  | C. Zaaijer              |                    | tevens burgemeester van Dirksland en Herkingen, later burgemeester van Renkum                |
| 1917 - 1926  | Leendert (L.) de Winter |                    | tevens burgemeester van Dirksland en Herkingen, eerder burgemeester van Den Bommel           |
| 1926 - 1945  | D.J. Visscher           | NSB                | tevens burgemeester van Dirksland en Herkingen, eerder burgemeester van Scherpenisse         |
| 1945 - 1947  | W.P. Vogelaar           |                    | waarnemend                                                                                   |
| 1947 - 1958  | Dirk van Heyst          | ARP                | tevens burgemeester van Dirksland en Herkingen, later burgemeester van Naaldwijk             |
| 1958 - 1966  | Hendrik (H.) Bos        | ARP                | tevens burgemeester van Dirksland (1958-1983) en Herkingen (1958-1966)                       |